# Faramea affinis
Faramea affinis är en måreväxtart som beskrevs av Johannes Müller Argoviensis. Faramea affinis ingår i släktet Faramea och familjen måreväxter. Inga underarter finns listade i Catalogue of Life.